# I Can't Let You Throw Yourself Away
"I Can't Let You Throw Yourself Away" é uma canção composta e musicalizada por Randy Newman para o filme de animação estadunidense da Disney Pixar, Toy Story 4. A música foi indicada para categoria de Melhor canção original no Oscar 2020. Newman compôs toda a trilha sonora do filme.

## Produção
Randy Newman, trabalhou em todas as vinte e três canções da quarta trilha sonora do filme. A canção foi divulgada na plataforma Vevo da Disney Music Group no dia 20 de junho de 2019.

## Nomeações
| Ano  | Cerimônia                       | Categoria              | Recipiente                          | Resultado | Ref.   |
| ---- | ------------------------------- | ---------------------- | ----------------------------------- | --------- | ------ |
| 2020 | 92º Academy Awards              | Melhor canção original | I Can't Let You Throw Yourself Away | Indicado  | [ 8 ]  |
| 2020 | Satellite Awards                | Melhor canção original | I Can't Let You Throw Yourself Away | Indicado  | [ 9 ]  |
| 2020 | Denver Film Critics Society     | Melhor canção original | I Can't Let You Throw Yourself Away | Indicado  | [ 10 ] |
| 2020 | Awards Circuit Community Awards | Melhor canção original | I Can't Let You Throw Yourself Away | Indicado  | [ 11 ] |